# Саук-Дере

Саук-Дере (с 1970-х по 2010 год — Саукдере) — посёлок в Крымском районе Краснодарского края. Входит в состав Молдаванского сельского поселения.  В переводе с тюркского «саук» означает «холодный», а «дере» – «ущелье» или «долина». 
В довоенные годы посёлок жил за счет добычи ракушечника, но после того как в СССР началось активное производство игристых вин, образовавшиеся во время добычи ракушечника тоннели было решено преобразовать под подвалы для хранения вин. Работы были приостановлены на время войны.
В годы Великой Отечественной войны в районе этого населенного пункта советские воины штурмом взяли высоту 167,4. Шестеро из них были удостоены звания Героя Советского Союза, а в полутора километрах от Саук-Дере установили памятник защитникам Крымского района.
После войны в Краснодарском крае началось восстановление посёлка. Был достроен винзавод, восстановлены жилые дома и детский сад.

## География
Посёлок расположен в 14 км на запад от Крымска и в 6 км на юг от центра поселения села Молдаванское.

## История
Во время Великой Отечественной войны при штурме высоты 167,4 в районе Саук-Дере шесть советских воинов были удостоены звания Героя Советского Союза:
- Александровский, Василий Степанович
- Виноградов, Александр Дмитриевич
- Носов, Александр Михайлович
- Лаар, Иосиф Иосифович
- Поветкин, Пётр Георгиевич
- Темченко, Иван Васильевич

## Население
| 1999 | 2002  | 2010  |
| ---- | ----- | ----- |
| 1958 | ↘1830 | ↗1981 |

## Экономика
В посёлке расположено известное винодельческое хозяйство агрофирма «Саук-Дере» http://saukdere.ru/
Историю хозяйства можно исчислять с 1926 года, когда здесь был создан совхоз «Красный молот» и заложены первые виноградники. Позднее, в 1939 году в посёлке Саук-Дере на месте бывших шахт добычи камня ракушечника началось строительство подземных винохранилищ. Протяженные тоннели с постоянной температурой +12-14° С и влажностью ~56-78%, отсутствием сквозняков и прямого солнечного света идеально подходят для выдержки вин.
Впоследствии сюда закладывались лучшие образцы вин и коньяков из всех винодельческих регионов России и республик Советского Союза. В результате кропотливого подбора к концу 80-х годов прошлого столетия здесь была создана уникальная коллекция из 82 тысяч бутылок, 252 наименований, а это — около 70% ассортимента выдающихся образцов, выпускавшихся в республиках СССР с 1952 года.
Экскурсовод проведет вас в самое сердце предприятия Саук-Дере — в эти знаменитые подвалы, разделяющиеся на северную (протяженность 1,5 км) и южную части, которые в свою очередь пересекаются целой сетью галерей поменьше.
В южной части расположены эмалированные емкости. В Северной части хранилища — цех выдержки белых марочных вин, который находится на глубине 23,5 метра. Центральную галерею этого цеха пересекают галереи поменьше, протяженностью 250 метров, в каждой из которых размещено 50-60 огромных дубовых бочек (бутов) высотой примерно 2,5 метра, некоторые из них находятся в подвалах с 1960 года.

## Улицы
| - ул. 2-й Гвардейской Таманской Дивизии, - ул. 60 лет СССР, - ул. Ватутина, - ул. Виноградная, - ул. Высота Героев, - ул. Заводская, - ул. Заречная, - ул. Зои Космодемьянской, | - ул. Кирова, - ул. Лермонтова, - ул. Новороссийская, - ул. Ореховая, - ул. Пионерская, - ул. Садовая, - ул. Стадионная, - ул. Строительная. |

## Военные объекты
Дислоцируется радиотехнический батальон.

## Карты
- [web.archive.org/web/20040912183544/mapl37.narod.ru/map1/il37112.html Топографические карты/ L-37-112. Новороссийск — 1 : 100 000]